# Doddapura, Hassan
Doddapura là một làng thuộc tehsil Hassan, huyện Hassan, bang Karnataka, Ấn Độ.